# Franz Weber (Theologe)
Franz Weber (* 24. September 1945 in Tregist, Gemeinde Voitsberg in der Steiermark) ist ein österreichischer römisch-katholischer Theologe.

## Leben
Weber studierte römisch-katholische Theologie an der Otto-Friedrich-Universität Bamberg, an der Universität Rom und an der Universität Graz. 1972 wurde Weber zum katholischen Priester geweiht.
Von 1994 bis 1997 war Weber Pfarrer in Messendorf (Gemeinde Hart bei Graz).
Von 1997 bis 2011 war Weber Professor für Pastoraltheologie an der Universität Innsbruck.

## Werke (Auswahl)
- Franz Weber (Hrsg.), Thomas Böhm (Hrsg.), Anna Findl-Ludescher (Hrsg.), Hubert Findl (Hrsg.), Im Glauben Mensch werden. Impulse für eine Pastoral, die zur Welt kommt (Festschrift Hermann Stenger), Münster 2000, ISBN 3-8258-4738-1.
- Franz Weber, Ottmar Fuchs, Gemeindetheologie interkulturell. Lateinamerika – Afrika – Asien (= Kommunikative Theologie, Band 9), Ostfildern 2007, ISBN 978-3-7867-2681-4.
- Franz Weber (Hrsg.), Das Leben entfalten. Ein pastoraler Grundkurs in der Gemeinde, Innsbruck, Wien 1999, ISBN 3-7022-2216-2.
- Franz Weber (Hrsg.), Markus Beranek (Beitrag), u. a., Frischer Wind aus dem Süden. Impulse aus den Basisgemeinden Innsbruck, Wien 1998, ISBN 3-7022-2130-1.
- Franz Weber (Autor), Erwin Kräutler (Vorwort), Gewagte Inkulturation. Basisgemeinden in Brasilien: eine pastoralgeschichtliche Zwischenbilanz, Mainz 1996, zugleich Hochschulschrift: Bamberg, Univ., Habilitationsschrift, 1995, ISBN 3-7867-1960-8.
- Franz Weber (Autor), Ottmar Fuchs (Beitrag), Mission – Gegenstand der praktischen Theologie? Die Missionstätigkeit der Kirche in den pastoraltheologischen Lehrbüchern von der Aufklärung bis zum Zweiten Vatikanum (= Bamberger theologische Studien, Band 9), Frankfurt am Main, Berlin, Bern, New York, Paris, Wien 1999, Zugleich Hochschulschrift: Graz, Techn. Univ., Diss., 1974, ISBN 3-631-34620-4.